# Moçarria
Moçarria is een plaats (freguesia) in de Portugese gemeente Santarém en telt 212 inwoners (2001).